# Дражинський Юрій Ісакович
Юрій Ісакович Дражинський (1899, Євпаторія — 1920) — активний учасник революційної боротьби за встановлення Радянської влади в Криму в 1917—1920 роках, член Кримського підпільного комітету.

## Біографія
Юрій Дражинський народився в Євпаторії в 1899 році. Три роки опісля сім'я Дражинських (батько — кравець-надомник) переселилася на постійне проживання до Ялти. Навчався в початковій земській школі (двоповерховий будинок на розі сучасних вулиці Руданського і Фонтанної площі).
Після закінчення школи працював підсобним робітником в мануфактурному магазині на Набережній (тепер магазин «Каштан»). Батьки вирішили навчити хлопчика кравецькій справі і віддали його у великий магазин-майстеню в торговельному ряді, нижче за готель «Росія» (зараз ресторан «Схід»). Але і звідси довелося незабаром піти: господар експлуатував своїх учнів на домашніх роботах, не бажаючи навчати їх ремеслу.
Під час першої світової війни велика сім'я Дражинських (мати, батько, сестра і троє братів), опинилася у важкому матеріальному положенні. Всі члени сім'ї живо цікавляться подіями на фронтах, революційними виступами трудящих в Росії. Юрій і його старша сестра беруть участь в Ялті в маніфестаціях, в підпільних зборах трудящих. В цей же час він підвищує свою загальноосвітню і політичну підготовку — займається у студента Леоніда Чаговця, який жив в тому ж будинку, що і Юрій. 
У 1917 році Юрій Дражинський, ставши членом Ялтинської організації більшовиків, віддається партійно-пропагандистській роботі. У роки громадянської війни, ховаючись від переслідування ворогів, виконує ряд доручень центральних партійних органів.
Загинув в 1920 році. У числі інших більшовиків-підпільників Севастополя був арештований врангелівською контррозвідкою і розстріляний. 
На честь Дражинського в Ялті, в післявоєнні часи, названо вулицю, а на будинку №19, де він жив, встановлено меморіальну дошку.